# Liste der Mitglieder der Deutschen Akademie der Naturforscher Leopoldina/1684
Die Liste der Mitglieder der Deutschen Akademie der Naturforscher Leopoldina für 1684 enthält alle Personen, die im Jahr 1684 zum Mitglied ernannt wurden. Insgesamt gab es neun neu gewählte Mitglieder.

## Mitglieder
| Nr. | Name                             | Beiname         | Geboren       | Aufnahme | Gestorben     | Bild |
| --- | -------------------------------- | --------------- | ------------- | -------- | ------------- | ---- |
| 119 | Georg Hannäus                    | Diomedes        | 19. März 1647 | 24. Mrz. | 1. Apr. 1699  |      |
| 120 | Johann Daniel Dorstenius         | Averrhoes       | 20. Apr. 1643 | 18. Jun. | 20. Sep. 1706 |      |
| 121 | Johann Mauritius Hoffmann        | Heliodorus I.   | 6. Okt. 1652  | 14. Aug. | 31. Okt. 1727 |      |
| 122 | Johann Conrad Rappius            | Serapio II.     | 28. Aug. 1658 | 1. Jun.  | 1693          |      |
| 123 | Theodor Christoph Krug von Nidda | Mercurius       | 23. Juni 1653 | 7. Jul.  | Mai 1719      |      |
| 124 | Johann Zacharias Fürst           | Aeolus          |               | 1. Okt.  | 1701          |      |
| 125 | Christoph Helwig                 | Galenus II.     | 20. Sep. 1642 | 21. Okt. | 27. Mai 1690  |      |
| 126 | Daniel Bscherer                  | Philadelphus I. | 3. Mai 1656   | 21. Okt. | 22. Sep. 1718 |      |
| 127 | Samuel Ledelius                  | Theseus II.     | 19. Aug. 1644 | 1. Nov.  | 23. Dez. 1717 |      |